# Ángela Pérez de Barradas y Bernuy
Ángela Apolonia Pérez de Barradas y Bernuy (Còrdova, 9 de febrer de 1827 - Madrid, 13 d'agost de 1903) va ser una noble, filantropa i mecenes espanyola, primera duquessa de Dénia i Tarifa d'ençà 1881.

## Biografia
Va néixer a Còrdova el 9 de febrer de 1827. Filla de Fernando Pérez de Barradas y Arias de Saavedra, novè marquès de Peñaflor, i de María del Rosario Bernuy y Aguayo.
Al llarg de la seva vida va destacar com a filantropa i benefactora: va ser fundadora de la Societat General Protectora de l'Agricultura i de la Indústria i impulsora de la creació de la Creu Roja a Espanya, dintre de la qual va ser fundadora i presidenta perpètua de la secció de senyores el 1870. A més, va ser aficionada a les belles arts per influència de la seva àvia, i sempre va envoltar-se d'escriptors, pintors i escultors.
Es va casar el 2 d'agost de 1848 a l'església de San Martín de Madrid amb Luis Tomás Fernández de Córdoba y Ponce de León, duc de Medinaceli. Ja vídua, el 1881 va rebre el títol de duquessa de Dénia i Tarifa. Després es va casar en segones núpcies el 12 d'agost de 1893 amb Luis de León y Cataumber, marquès de Las Atayuelas. Especialment durant el seu segon matrimoni va ser molt coneguda com a amfitriona de festes, que sempre comptava amb convidats selectes i poc nombrosos. A les tertúlies més íntimes convidava poetes, dramaturgs i escultors.
El 1894 va engrandir el Palau dels Ducs d'Uceda, a la plaça de Colom de Madrid, amb una gran escala de pedra, galeries plenes de quadres amb patis encristallats de Marià Benlliure, una capella d'estil mossàrab, un saló d'armadures decorat amb olis de Moreno Carbonero, un menjador amb enteixinat d'estil renaixentista, així com un oratori que hom afirma semblava una església.
Va morir a Madrid el 13 d'agost de 1903.

### Descendència
Van tenir set fills del seu primer matrimoni:
- Ángela María (1849-1923), consort del duc d'Escalona.
- Luis María (1851-1879), XVI duc de Medinaceli.
- María del Dulce Nombre (1855-1930), consort del duc d'Híxar.
- Alfonso María (1858-1880).
- Fernando María (1860-1936), XIV duc de Lerma.
- Carlos María (1864-1931), II duc de Dénia i de Tarifa.
- María del Carmen (1865-1949), consort del comte de Gavia.